# Роман Олексій Петрович
Олексій Петрович Роман (2 червня 1922  — 16 листопада 1995) — радянський військовик-танкіст, Герой Радянського Союзу (1945), у роки німецько-радянської війни командир роти 12-го танкового полку 25-ї гвардійської механізованої бригади 7-го гвардійського механізованого корпусу 1-го Українського фронту, гвардії старший лейтенант.

## Біографія
Народився 2 червня 1922 в селі Ковалин (нині Переяслав-Хмельницький район Київської області) у селянській родині. Українець. Закінчив педагогічний технікум у Переяславі.
У Радянській армії з 1941 року. Закінчив Харківське танкове училище в 1942 році.
На фронтах німецько-радянської війни з жовтня 1942 року. Командир танкової роти 12 танкового полку (25-а гвардійська механізована бригада, 7-й гвардійський механізований корпус, 1-й Український фронт) гвардії старший лейтенант Роман відзначився в боях під м. Бреслау (з 1945 року Вроцлав, ПНР): 8-14 лютого 1945 р. його рота, форсувавши річку Одер, перекрила шляхи відступу колоні противника на захід і розгромила її. В бою за с. Книгниць був поранений, але залишився в строю і вогнем танкової гармати знищив 2 штурмової гармати.

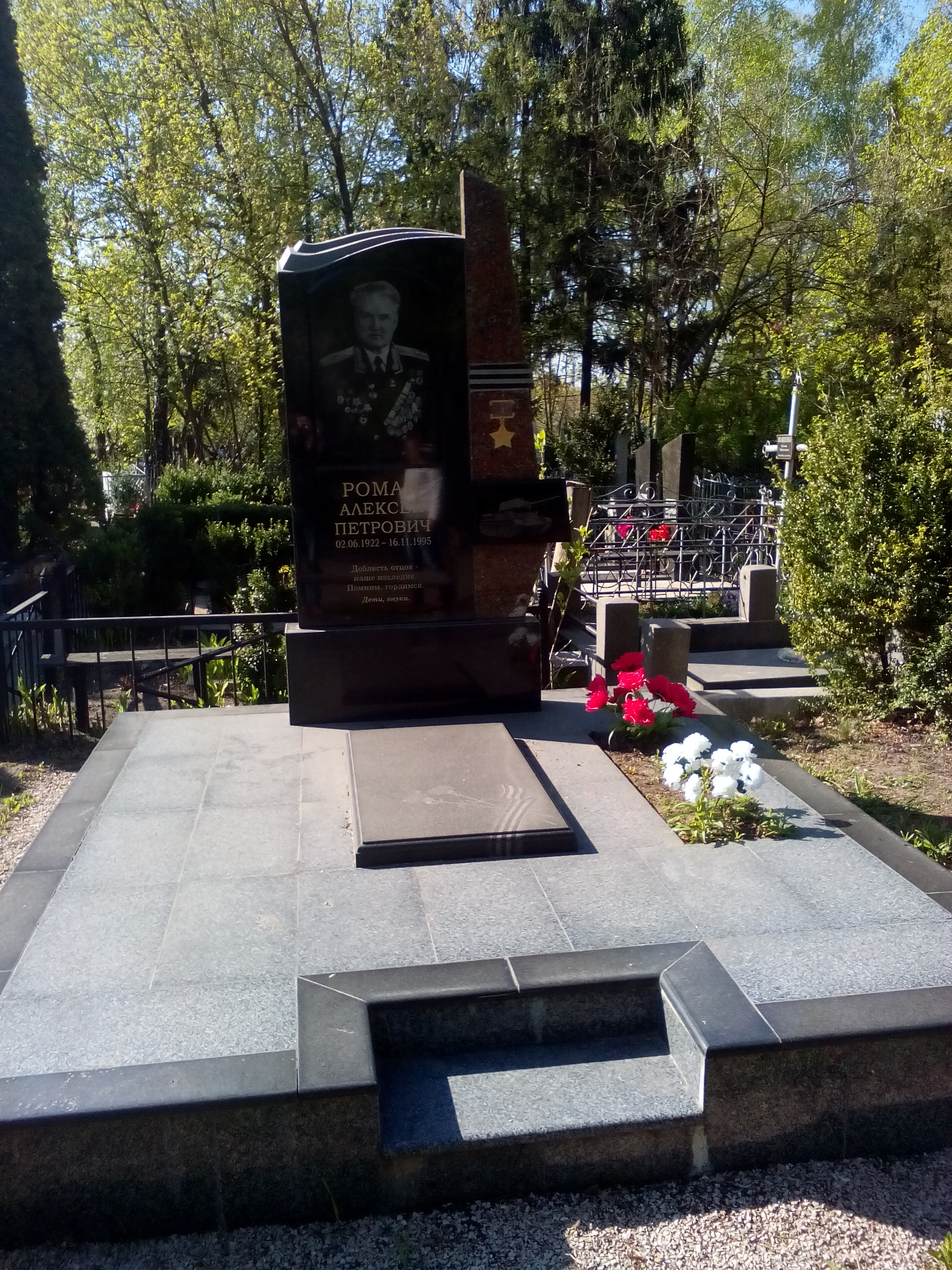
Могила Романа на міському кладовищі

Звання Героя Радянського Союзу присвоєно 10 квітня 1945 року.
У 1949 закінчив Військову академію бронетанкових військ.
З 1970 року генерал-майор Роман у відставці. Жив у Черкасах. Помер 16 листопада 1995 року. Похований у Черкасах.

## Вшанування пам'яті
Ім'ям О. П. Романа названа вулиця в Черкасах.